# Larry Page
Lawrence Edward "Larry" Page, född 26 mars 1973 i East Lansing, Michigan, är en amerikansk IT-entreprenör och  datavetare som tillsammans med Sergey Brin utvecklade sökmotorn Google och startade företaget Google samt är VD för Googles moderbolag, Alphabet Inc. Page klev åt sidan som VD i augusti 2001 till förmån för Eric Schmidt men tog åter rollen som VD i april 2011. Han meddelade sin avsikt att kliva åt sidan för andra gången i juli 2015 för att bli VD för Alphabet, vilket innebar att Googles tillgångar skulle omorganiseras. Enligt Page försöker Alphabet leverera stora framsteg i en mängd olika branscher. Page är uppfinnaren av Pagerank, Googles mest kända sökrankningsalgoritm och hjälpte till med att utveckla bland annat Google Earth och Google Maps. Page har en förmögenhet på ungefär 39 miljarder dollar. (augusti 2016).
Han är även styrelseledamot i X Prize Foundation (X PRIZE) och valdes in i National Academy of Engineering 2004. Page mottog Marconipriset 2004. Han är son till Carl Vincent Page, professor i datavetenskap.